# 쉴레이만 1세
쉴레이만 1세(오스만 튀르크어: سليمان, 튀르키예어: I. Süleyman, 1494년 11월 6일 - 1566년 9월 5일)는 오스만 제국의 제10대 술탄이다(재위 1520년 9월 22일 - 1566년 9월 6일). 군사전략가로서의 능력이 뛰어났던 그는 46년이라는 긴 치세 동안 세 대륙을 가로지르며 13차례의 대외원정을 실행에 옮겨 수많은 군사적 업적을 쌓음으로써 오스만 제국의 최전성기를 이룩하였다.
서구인들은 그를 ‘장려한 쉴레이만(the Magnificent)’이라는 별명으로 불렸으며, 한국에서는 흔히 ‘쉴레이만 대제’로 번역된다. 터키에서는 법전을 편찬하여 제국의 제도를 정비한 업적을 높이 사 ‘입법자(Kanuni; 아랍어: القانونى al‐Qānūnī)’라는 별명으로 부르고 있다. 그의 이름 쉴레이만은 유대교와 기독교와 더불어 이슬람교에서도 경전으로 추앙받는 구약성서에 기록된 고대 이스라엘의 왕 솔로몬의 튀르키예어식 발음이다.
당시 이스탄불에 주둔했던 신성로마제국의 한 대사는 쉴레이만에 대해 ‘도리에 어긋나는 모든 것들을 맹렬히 공격하고 무너뜨린 인물’이라며 그를 평했다. 그는 또한 쉴레이만을 작렬하게 내리치는 천둥과 번개의 모습에 비유하기도 했다.

## 어린 시절
쉴레이만은 1494년 트라브존에서 오스만 제국의 군주 셀림 1세의 아들로 태어났다. 그는 열다섯 살이 되었을 때, 경험이 풍부한 대신의 도움을 받아 소아시아 서부 지방의 마니사 총독직을 맡았다. 또한 부황이 외국으로 출정을 나가면 미래의 군주로서 최선을 다해 국가의 일을 처리했다. 이때부터 그는 나라를 통치하는 데 필요한 능력을 키워나갔으며, 관용을 베푸는 황제가 되기 위한 노력도 게을리 하지 않았다. 1520년 3월에 셀림 1세가 죽자 26살의 젊은 나이에 제위에 오른 쉴레이만은 남북을 오가며 대제국을 지휘하여 혁혁한 성과를 올렸다.

## 영토확장
쉴레이만이 첫 번째 공격 목표는 베오그라드와 로도스섬이다. 두곳 모두 부왕때 정복에 실패했었다. 당시 이 두 지역은 모두 중요한 전략적 요충지였다. 베오그라드는 헝가리인이 점령하고 있었기에 유럽을 향한 영토확장에 걸림돌이 되었다. 로도스섬은 1309년 이래 오랫동안 성 요한 기사단의 지배 아래 있었는데, 기사단은 이슬람 상선에 대한 습격과 약탈을 자행하며 오스만과 아라비아의 밀접한 교류를 방해해 왔다.

#### 베오그라드 점령
쉴레이만이 즉위한 지 1년 후, 그는 군사 10만을 이끌고 3주 동안 베오그라드를 맹렬하게 공격했다. 몇 번의 교전 끝에 베오그라드는 마침내 오스만군의 공격에 함락되었다. 그 후 1년 뒤 쉴레이만은 직접 로도스섬을 정복했다. 반년의 시간 동안 병사 5만 명을 잃었지만 쉴레이만은 드디어 아버지 대(代)에 이루지 못한 사업을 완수했다.

#### 로도스섬 공방전
1522년 12월 22일, 지난 6개월간의 지리한 공방전 끝에 성 요한 기사단으로부터 항복을 받아내며 정복에 성공하였다. 슐레이만 1세가 10만 대군을 직접 이끌고 작전에 임하며 엄청난 물량을 쏟아부은 결과였다. 로도스섬은 이스탄불과 알레산드리아의 중간 지점에 위치하고 있었기에 해상 교통의 요충지였다. 이곳을 지배하던 성 요한 기사단은 종교적 신념에 입각하여 이슬람 선박에 대해 습격과 해적행위를 하였기 때문에 오스만과 이집트간 해상교역을 방해하고 있었다.
십자군 전쟁 동안 창립되었던 성 요한 기사단은 1291년에 무슬림에 의해 팔레스타인에 있던 그들의 마지막 요새(아크레)가 함락되자 1309년, 로도스섬에 근거지를 세웠다. 이후 1444년 이집트 술탄의 침공, 1480년 메메트 2세의 침공 등을 방어하며 기사단은 섬을 요새로 만들었기에 당대에는 난공불락이라 여겨졌다. 퇴각한 성 요한 기사단은 거점을 확보하지 못하고 유럽을 유랑하다가 1530년 카를 5세의 도움하에 몰타 섬에 근거지를 마련하게 되었다.

#### 헝가리 정복
1526년 8월 헝가리 평원으로 쳐들어가 당시 서유럽 최대 세력인 합스부르크 왕조와 격돌했다. 이 전투에서 오스만 군대는 놀랄 만한 공격력을 보여주었다. 헝가리의 젊은 국왕 러요시 2세가 직접 전투에 뛰어들었지만 승패를 뒤집기에는 그의 능력이 부족했다. 모하치 전투(1526년 8월 29일)에서 쉴레이만에게 대패한 러요시 2세는 도주하던 중 연못에 빠져 죽었고, 이로써 헝가리는 오스만의 통치를 받게 되었다. 쉴레이만은 이 전쟁에서 승리한 후 1529년과 1532년 두 번에 걸쳐 신성로마제국의 수도 빈을 공격하여 수세에 몰린 합스부르크 왕조와 평화 협정을 맺었다.

#### 페르시아 원정
쉴레이만은 가장 힘들어 보였던 두 가지 문제를 성공적으로 해결하자 더 이상 망설일 것이 없었다. 이제부터 오스만 제국은 다시금 영토 확장을 하기 시작했다. 1533년 이후, 그는 수차례 페르시아를 공격하고 이라크와 쿠르디스탄 대부분과 아르메니아 서부를 점령했다. 또한 페르시아 수중에 있던 도시 바그다드를 빼앗아 오스만 제국에 병합했고, 그의 파병군은 아덴(1538)과 예멘 등지를 획득했다.

#### 프레베자 해전
1538년, 프레베자 해전에서 로마 교황청과 베네치아, 스페인의 연합 함대를 격퇴함으로써 쉴레이만은 지중해의 영웅이 되었다. 계속해서 그가 이끄는 오스만 대군은 북아프리카의 트리폴리, 튀니지, 알제리를 정복했다.

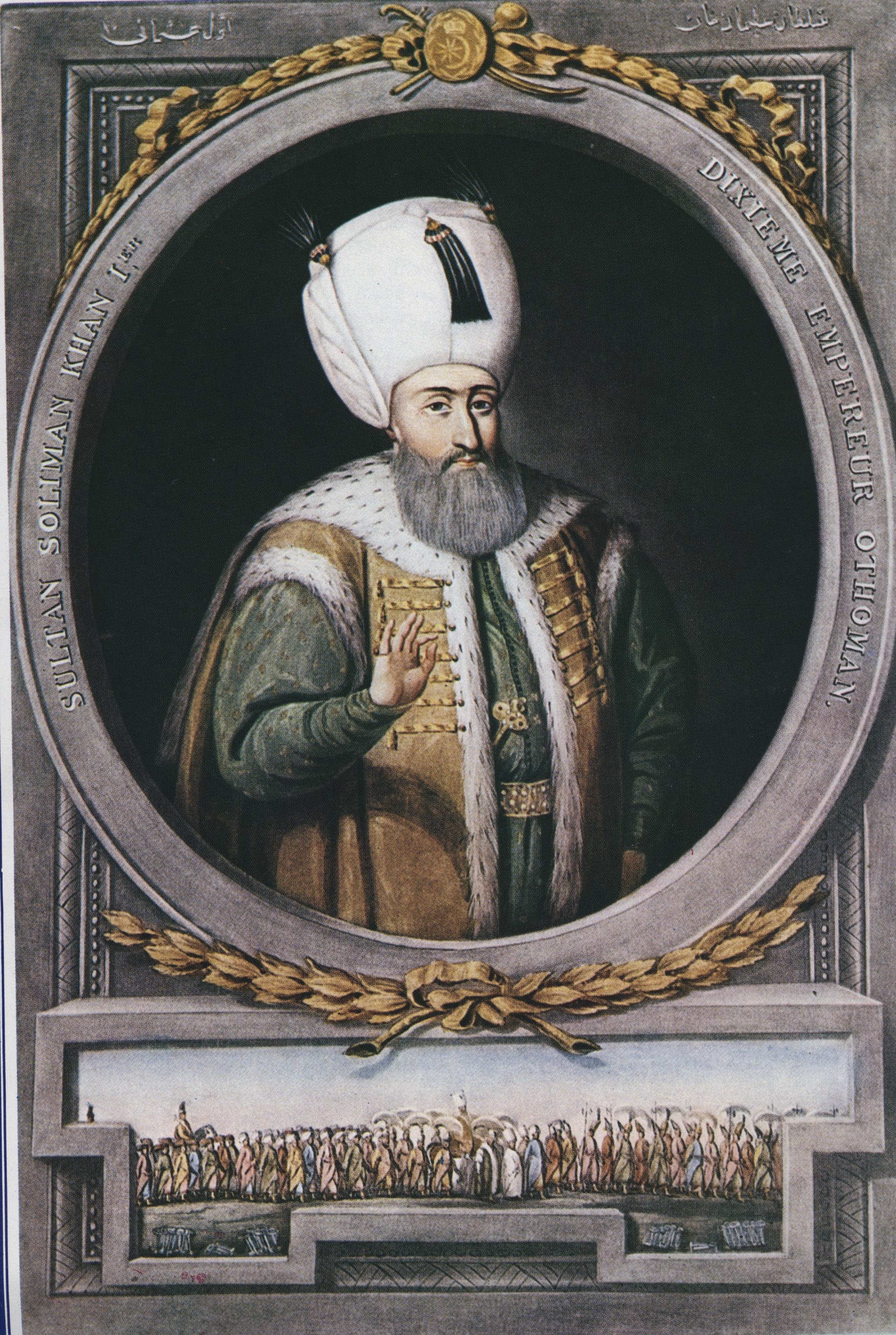
만년의 쉴레이만

## 내치
쉴레이만은 전쟁에서 혁혁한 공로를 세웠을 뿐만 아니라 국가 통치에도 탁월한 재능을 보였다. 쉴레이만이 국내 통치에 심혈을 기울인 결과 오스만 제국은 번영과 번성을 이루었다. 쉴레이만의 능력과 안목이 가장 돋보인 것은 그가 구상한 입법에서였다. 《군하총회》, 《이집트 법전》, 《쉴레이만 법전》 모두 그의 손에서 이루어졌다.
나라의 경제가 활발히 이루어지기 위해서는 공평한 법률 계약으로 사유재산의 보호를 보장해야 한다는 점을 깨달은 쉴레이만은 저명한 법학가들에게 법률을 조정하여 제정하도록 위탁했다. 그 중 《군하총회》는 오스만 제국 역사상 최대의 법전으로 이 법전이 발효된 후 귀족 계층 내부의 혼란이 사라졌고, 제국의 봉건 제도를 안정시키는 데에도 많은 도움이 되었다. 《쉴레이만 법전》은 토지, 전쟁, 군사제도, 지방 치안과 형법 등 각 방면에 대해 세세한 부분까지 규정하고 있다. 그는 이렇게 완벽한 법률을 바탕으로 복잡하고 다양한 계층과 광활한 영토의 대제국을 질서정연하게 통치할 수 있었다. 그래서 쉴레이만이 오랜 기간 전쟁을 했음에도 불구하고 누구 하나 원성을 높이지 않았고, 사회 질서가 확립되면서 백성들의 생활은 안정되었다.

## 예술후원
또한 쉴레이만은 중요한 예술 후원자이기도 했다. 건축과 그림, 서예, 조명, 병기, 타일과 직물, 목제품, 금속제품 그리고 문학 등 모두가 그의 통치 기간 중에 꽃을 피웠다. 그는 어릴 때부터 시와 노래를 무척 좋아했으며, 출정 중에도 매일같이 일기를 써 훗날 《전쟁일록》이라는 책으로 펴냈다. 더불어 집정 기간 동안에 건축가 시난을 시켜 쉴레이마니예 모스크 등 많은 모스크를 건축했다.

## 마지막 원정과 사망
1566년 5월 초, 쉴레이만 1세는 헝가리 원정을 위해 이스탄불을 떠났다. 이 원정은 쉴레이만에게 있어 13번째 원정이자, 최후의 원정이다. 이미 70대에 접어든 그의 건강은 악화일로였는데, 특히 20년 가까이 괴롭힌 통풍이 문제였다. 때문에 원정에서 쉴레이만은 대부분을 마차에서 지냈고, 원정로 상의 도시에 입성하는 의식을 치룰때만 말에 올랐다. 원정을 시작한지 50일째 되는 날에 파디샤와 대재상 소콜루 메흐메드 파샤가 이끄는 5만 명의 오스만 군대가 베오그라드에 도착했다.
그곳에서 오스만 군대는 헝가리 서남쪽 시게트바르를 향해 진군하기 시작했다. 시게트바르 성채는 오스만-합스부르크 국경 지대에 위치한 요지로, 당시 2,300명가량의 병사가 니콜라스 즈리니의 지휘 아래에 수비중이었다. 오스만 군대는 시게트바르 성을 8월 초에 포위했고, 공성전은 약 1개월가량 지속되었다. 쉴레이만의 건강은 이 기간에 크게 악화되었다. 결국 1566년 9월 5일 1시 30분 경 죽음을 맞이했다. 오스만 군대가 시게트바르 성을 함락시키기 직전의 일이었다. 니콜라스 백작은 해질녁까지 저항하였으나, 결국 휘하의 군대와 함께 전사하고 말았다.

## 결혼
한편, 쉴레이만 이전까지 오스만 제국의 술탄들은 전통적으로 정식 결혼을 하지 않았다. 그렇지만 8남 1녀의 자식을 두었던 쉴레이만은 사랑에 빠져서 결국 자신의 애첩 중 한 명인 록셀라나, 훗날 사람들에게는 휘렘 술탄이라고 알려진 여인과 결혼했다. (수정 이전의 문서에는 쉴레이만이 일부일처제를 고수했다고 기술되어 있었으나, 훗날 셀림 2세가 되는 셀림과 황위다툼을 벌이다 처형되는 무스타파는 록셀라나의 아들이 아니다) 배우자는 3명이다.
- 록셀라나 (휘렘 술탄, Hürrem Sultan), 셀림 2세의 모후(母后)
- 마히데브란 (Mahidevran)
- 귈펨 하툰(Gülfem Hatun)